# Seven de la República Masculino 2018
El Seven de la República Masculino de 2018 fue la trigésimo-quinta edición del torneo de rugby 7 de fin de temporada para uniones regionales afiliadas a la Unión Argentina de Rugby y la vigésimo-novena en ser organizada en la ciudad de Paraná, Entre Ríos. Se llevó a cabo el 8 y 9 de diciembre de 2018 en El Plumazo y La Tortuguita, sedes del Club Atlético Estudiantes y Paraná Rowing Club, respectivamente.
La Unión Cordobesa de Rugby y la Unión de Rugby de Tucumán se enfrentaron en la final por segundo año consecutivo. En esta ocasión, los Dogos 7s se quedaron con el título al imponerse 19-12 ante los tucumanos. Los cordobeses contaron con jugadores como Martín Bogado, Fernando Luna, Nicolás Cantarutti y Agustín Segura, entre otros.
El Seven de la República Femenino 2018 fue ganado por la Unión de Rugby de Tucumán.

## Equipos participantes
Participaron del torneo veintiocho equipos: dieciséis en la Zona Campeonato y doce en la Zona Ascenso. 
| División                   | Equipo              | Unión                                                |
| -------------------------- | ------------------- | ---------------------------------------------------- |
| Zona Campeonato 16 equipos | Buenos Aires        | Unión de Rugby de Buenos Aires                       |
| Zona Campeonato 16 equipos | Córdoba             | Unión Cordobesa de Rugby                             |
| Zona Campeonato 16 equipos | Cuyo                | Unión de Rugby de Cuyo                               |
| Zona Campeonato 16 equipos | Entre Ríos          | Unión Entrerriana de Rugby                           |
| Zona Campeonato 16 equipos | Lagos del Sur       | Unión de Rugby de los Lagos del Sur                  |
| Zona Campeonato 16 equipos | Mar del Plata       | Unión de Rugby de Mar del Plata                      |
| Zona Campeonato 16 equipos | Misiones            | Unión de Rugby de Misiones                           |
| Zona Campeonato 16 equipos | Nordeste            | Unión de Rugby del Nordeste                          |
| Zona Campeonato 16 equipos | Rosario             | Unión de Rugby de Rosario                            |
| Zona Campeonato 16 equipos | Salta               | Unión de Rugby de Salta                              |
| Zona Campeonato 16 equipos | San Juan            | Unión Sanjuanina de Rugby                            |
| Zona Campeonato 16 equipos | Santa Fe            | Unión Santafesina de Rugby                           |
| Zona Campeonato 16 equipos | Santiago del Estero | Unión Santiagueña de Rugby                           |
| Zona Campeonato 16 equipos | Tierra del Fuego    | Unión de Rugby de Tierra del Fuego                   |
| Zona Campeonato 16 equipos | Tucumán             | Unión de Rugby de Tucumán                            |
| Zona Campeonato 16 equipos | Uruguay             | Unión de Rugby del Uruguay                           |
| Zona Ascenso 12 equipos    | Alto Valle          | Unión de Rugby del Alto Valle de Río Negro y Neuquén |
| Zona Ascenso 12 equipos    | Andina              | Unión Andina de Rugby                                |
| Zona Ascenso 12 equipos    | Austral             | Unión de Rugby Austral                               |
| Zona Ascenso 12 equipos    | Chile               | Federación Deportiva Nacional de Rugby               |
| Zona Ascenso 12 equipos    | Chubut              | Unión de Rugby del Valle del Chubut                  |
| Zona Ascenso 12 equipos    | Entre Ríos B        | Unión Entrerriana de Rugby                           |
| Zona Ascenso 12 equipos    | Formosa             | Unión de Rugby de Formosa                            |
| Zona Ascenso 12 equipos    | Jujuy               | Unión Jujeña de Rugby                                |
| Zona Ascenso 12 equipos    | Oeste               | Unión de Rugby del Oeste de Buenos Aires             |
| Zona Ascenso 12 equipos    | Paraguay            | Unión de Rugby del Paraguay                          |
| Zona Ascenso 12 equipos    | San Luis            | Unión Santafesina de Rugby                           |
| Zona Ascenso 12 equipos    | Sur                 | Unión de Rugby del Sur                               |

Al igual que Uruguay en la edición pasada, los seleccionados invitados de Brasil y Chile iban a regresar al torneo durante esta temporada. Semanas antes del comienzo del torneo, la Confederação Brasileira de Rugby anunció la ausencia de su equipo, por lo que fueron posteriormente reemplazados por un segundo conjunto local: Entre Ríos B.

## Formato
Los veintiocho equipos fueron divididos en dos categorías: Zona Campeonato (dieciséis equipos) y Zona Ascenso (doce equipos). Ambas zonas se dividieron en grupos que se resolvieron con el sistema de todos contra todos a una sola ronda; la victoria otorgando 2 puntos, el empate 1 y la derrota 0 puntos. Todos los grupos fueron organizados de acuerdo a la posición final que cada equipo obtuvo en la edición anterior.
Zona Campeonato
La Zona Campeonato estuvo compuesta por cuatro grupos de cuatro equipos cada uno. Una vez resueltos los grupos, todos los equipos clasificaron a llaves finales (disputadas a eliminación directa) dependiendo de su posición: los dos mejores equipos de cada grupo clasificaron a los cuartos de final de la Copas de Oro, mientras que los 3.° y 4.° clasificaron a los cuartos de final de la Copa de Bronce. 
Los equipos eliminados en cuartos de final de la Copa de Oro clasificaron a las semifinales de la Copa de Plata, mientras que los eliminados en cuartos de final de la Copa de Bronce clasificaron a las semifinales de Posicionamiento. El ganador de la Copa de Oro obtuvo el título, mientras que el peor clasificado en la llave de Posicionamiento desciende a la Zona Ascenso de la siguiente temporada.
Zona Ascenso
La Zona Ascenso estuvo compuesta por cuatro grupos de tres equipos cada uno. Los dos mejores equipos de cada grupo clasificaron a los cuartos de final por el Ascenso. Por otro lado, los terceros clasificaron a un grupo final para determinar las últimas cuatro posiciones de la tabla (25.° al 28.°).
El ganador de la llave es el campeón de la Zona Ascenso y asciende a la Zona Campeonato de la siguiente temporada.

## Zona Campeonato

### Zona 1
| Pos. | Equipos | Partidos | Partidos | Partidos | Tantos | Tantos | Tantos | Pts. |
| Pos. | Equipos | G        | E        | P        | PF     | PC     | DP     | Pts. |
| ---- | ------- | -------- | -------- | -------- | ------ | ------ | ------ | ---- |
| 1.°  | Tucumán | 3        | 0        | 0        | 95     | 19     | +76    | 6    |
| 2.°  | Uruguay | 2        | 0        | 1        | 46     | 54     | -8     | 4    |
| 3.°  | Cuyo    | 1        | 0        | 2        | 66     | 62     | +4     | 2    |
| 4.°  | Salta   | 0        | 0        | 3        | 26     | 98     | -72    | 0    |

|  | Clasifica a Copa de Oro.    |
|  | Clasifica a Copa de Bronce. |

| 8 de diciembre | Tucumán | 26 - 0  | Uruguay | CA Estudiantes, Paraná |  |
|                |         | Reporte |         |                        |  |

| 8 de diciembre | Cuyo | 45 - 0  | Salta | Paraná Rowing Club, Paraná |  |
|                |      | Reporte |       |                            |  |

| 8 de diciembre | Cuyo | 14 - 22 | Uruguay | CA Estudiantes, Paraná |  |
|                |      | Reporte |         |                        |  |

| 8 de diciembre | Tucumán | 29 - 12 | Salta | CA Estudiantes, Paraná |  |
|                |         | Reporte |       |                        |  |

| 8 de diciembre | Salta | 14 - 24 | Uruguay | CA Estudiantes, Paraná |  |
|                |       | Reporte |         |                        |  |

| 8 de diciembre | Tucumán | 40 - 7  | Cuyo | Paraná Rowing Club, Paraná |  |
|                |         | Reporte |      |                            |  |

### Zona 2
| Pos. | Equipos  | Partidos | Partidos | Partidos | Tantos | Tantos | Tantos | Pts. |
| Pos. | Equipos  | G        | E        | P        | PF     | PC     | DP     | Pts. |
| ---- | -------- | -------- | -------- | -------- | ------ | ------ | ------ | ---- |
| 1.°  | Córdoba  | 3        | 0        | 0        | 74     | 22     | +52    | 6    |
| 2.°  | Nordeste | 2        | 0        | 1        | 58     | 38     | +20    | 4    |
| 3.°  | San Juan | 1        | 0        | 2        | 49     | 69     | -20    | 2    |
| 4.°  | Misiones | 0        | 0        | 3        | 28     | 80     | -52    | 0    |

|  | Clasifica a Copa de Oro.    |
|  | Clasifica a Copa de Bronce. |

| 8 de diciembre | Córdoba | 26 - 7  | Misiones | CA Estudiantes, Paraná |  |
|                |         | Reporte |          |                        |  |

| 8 de diciembre | Nordeste | 24 - 14 | San Juan | CA Estudiantes, Paraná |  |
|                |          | Reporte |          |                        |  |

| 8 de diciembre | Córdoba | 31 - 0  | San Juan | Paraná Rowing Club, Paraná |  |
|                |         | Reporte |          |                            |  |

| 8 de diciembre | Nordeste | 19 - 7  | Misiones | CA Estudiantes, Paraná |  |
|                |          | Reporte |          |                        |  |

| 8 de diciembre | Córdoba | 17 - 15 | Nordeste | CA Estudiantes, Paraná |  |
|                |         | Reporte |          |                        |  |

| 8 de diciembre | San Juan | 35 - 14 | Misiones | Paraná Rowing Club, Paraná |  |
|                |          | Reporte |          |                            |  |

### Zona 3
| Pos. | Equipos         | Partidos | Partidos | Partidos | Tantos | Tantos | Tantos | Pts. |
| Pos. | Equipos         | G        | E        | P        | PF     | PC     | DP     | Pts. |
| ---- | --------------- | -------- | -------- | -------- | ------ | ------ | ------ | ---- |
| 1.°  | Entre Ríos      | 2        | 0        | 1        | 83     | 56     | +27    | 4    |
| 2.°  | Buenos Aires    | 2        | 0        | 1        | 63     | 38     | +25    | 4    |
| 3.°  | Mar del Plata   | 2        | 0        | 1        | 49     | 29     | -20    | 4    |
| 4.°  | Sgo. del Estero | 0        | 0        | 3        | 36     | 74     | -38    | 0    |

|  | Clasifica a Copa de Oro.    |
|  | Clasifica a Copa de Bronce. |

| 8 de diciembre | Buenos Aires | 15 - 0  | Santiago del Estero | CA Estudiantes, Paraná |  |
|                |              | Reporte |                     |                        |  |

| 8 de diciembre | Entre Ríos | 33 - 12 | Mar del Plata | CA Estudiantes, Paraná |  |
|                |            | Reporte |               |                        |  |

| 8 de diciembre | Entre Ríos | 38 - 17 | Santiago del Estero | CA Estudiantes, Paraná |  |
|                |            | Reporte |                     |                        |  |

| 8 de diciembre | Buenos Aires | 21 - 26 | Mar del Plata | Paraná Rowing Club, Paraná |  |
|                |              | Reporte |               |                            |  |

| 8 de diciembre | Buenos Aires | 27 - 12 | Entre Ríos | CA Estudiantes, Paraná |  |
|                |              | Reporte |            |                        |  |

| 8 de diciembre | Mar del Plata | 21 - 19 | Santiago del Estero | Paraná Rowing Club, Paraná |  |
|                |               | Reporte |                     |                            |  |

### Zona 4
| Pos. | Equipos          | Partidos | Partidos | Partidos | Tantos | Tantos | Tantos | Pts. |
| Pos. | Equipos          | G        | E        | P        | PF     | PC     | DP     | Pts. |
| ---- | ---------------- | -------- | -------- | -------- | ------ | ------ | ------ | ---- |
| 1.°  | Rosario          | 3        | 0        | 0        | 81     | 28     | +53    | 6    |
| 2.°  | Santa Fe         | 2        | 0        | 1        | 55     | 41     | +14    | 4    |
| 3.°  | Tierra del Fuego | 1        | 0        | 2        | 46     | 27     | +19    | 2    |
| 4.°  | Lagos del Sur    | 0        | 0        | 3        | 0      | 86     | -86    | 0    |

|  | Clasifica a Copa de Oro.    |
|  | Clasifica a Copa de Bronce. |

| 8 de diciembre | Tierra del Fuego | 7 - 12  | Rosario | Paraná Rowing Club, Paraná |  |
|                |                  | Reporte |         |                            |  |

| 8 de diciembre | Santa Fe | 19 - 0  | Lagos del Sur | Paraná Rowing Club, Paraná |  |
|                |          | Reporte |               |                            |  |

| 8 de diciembre | Tierra del Fuego | 27 - 0  | Lagos del Sur | Paraná Rowing Club, Paraná |  |
|                |                  | Reporte |               |                            |  |

| 8 de diciembre | Santa Fe | 21 - 29 | Rosario | CA Estudiantes, Paraná |  |
|                |          | Reporte |         |                        |  |

| 8 de diciembre | Tierra del Fuego | 12 - 15 | Santa Fe | CA Estudiantes, Paraná |  |
|                |                  | Reporte |          |                        |  |

| 8 de diciembre | Lagos del Sur | 0 - 40  | Rosario | Paraná Rowing Club, Paraná |  |
|                |               | Reporte |         |                            |  |

## Zona Ascenso

### Zona 5
| Pos. | Equipos  | Partidos | Partidos | Partidos | Tantos | Tantos | Tantos | Pts. |
| Pos. | Equipos  | G        | E        | P        | PF     | PC     | DP     | Pts. |
| ---- | -------- | -------- | -------- | -------- | ------ | ------ | ------ | ---- |
| 1.°  | Sur      | 2        | 0        | 0        | 49     | 36     | +13    | 4    |
| 2.°  | Andina   | 1        | 0        | 1        | 57     | 42     | +15    | 2    |
| 3.°  | San Luis | 0        | 0        | 2        | 40     | 68     | −20    | 0    |

|  | Cuartos de final de Ascenso               |
|  | Grupo clasificación (25.° al 28.° puesto) |

| 9 de diciembre | Sur | 21 - 17 | Andina | CA Estudiantes, Paraná |  |
|                |     | Reporte |        |                        |  |

| 9 de diciembre | San Luis | 21 - 40 | Andina | CA Estudiantes, Paraná |  |
|                |          | Reporte |        |                        |  |

| 9 de diciembre | Sur | 28 - 19 | San Luis | Paraná Rowing Club, Paraná |  |
|                |     | Reporte |          |                            |  |

### Zona 6
| Pos. | Equipos    | Partidos | Partidos | Partidos | Tantos | Tantos | Tantos | Pts. |
| Pos. | Equipos    | G        | E        | P        | PF     | PC     | DP     | Pts. |
| ---- | ---------- | -------- | -------- | -------- | ------ | ------ | ------ | ---- |
| 1.°  | Alto Valle | 2        | 0        | 0        | 85     | 12     | +73    | 4    |
| 2.°  | Paraguay   | 1        | 0        | 1        | 47     | 33     | +14    | 2    |
| 3.°  | Jujuy      | 0        | 0        | 2        | 5      | 92     | -87    | 0    |

|  | Cuartos de final de Ascenso               |
|  | Grupo clasificación (25.° al 28.° puesto) |

| 8 de diciembre | Alto Valle | 40 - 0  | Jujuy | Paraná Rowing Club, Paraná |  |
|                |            | Reporte |       |                            |  |

| 8 de diciembre | Paraguay | 52 - 5  | Jujuy | Paraná Rowing Club, Paraná |  |
|                |          | Reporte |       |                            |  |

| 8 de diciembre | Paraguay | 7 - 33  | Alto Valle | CA Estudiantes, Paraná |  |
|                |          | Reporte |            |                        |  |

### Zona 7
| Pos. | Equipos | Partidos | Partidos | Partidos | Tantos | Tantos | Tantos | Pts. |
| Pos. | Equipos | G        | E        | P        | PF     | PC     | DP     | Pts. |
| ---- | ------- | -------- | -------- | -------- | ------ | ------ | ------ | ---- |
| 1.°  | Chile   | 2        | 0        | 0        | 72     | 5      | +67    | 4    |
| 2.°  | Oeste   | 1        | 0        | 1        | 39     | 36     | +3     | 2    |
| 3.°  | Austral | 0        | 0        | 2        | 0      | 70     | −70    | 0    |

|  | Cuartos de final de Ascenso               |
|  | Grupo clasificación (25.° al 28.° puesto) |

| 8 de diciembre | Austral | 0 - 36  | Chile | CA Estudiantes, Paraná |  |
|                |         | Reporte |       |                        |  |

| 8 de diciembre | Oeste | 5 - 36  | Chile | CA Estudiantes, Paraná |  |
|                |       | Reporte |       |                        |  |

| 8 de diciembre | Austral | 0 - 34  | Oeste | CA Estudiantes, Paraná |  |
|                |         | Reporte |       |                        |  |

### Zona 8
| Pos. | Equipos      | Partidos | Partidos | Partidos | Tantos | Tantos | Tantos | Pts. |
| Pos. | Equipos      | G        | E        | P        | PF     | PC     | DP     | Pts. |
| ---- | ------------ | -------- | -------- | -------- | ------ | ------ | ------ | ---- |
| 1.°  | Formosa      | 2        | 0        | 0        | 34     | 19     | +15    | 4    |
| 2.°  | Chubut       | 1        | 0        | 1        | 24     | 27     | -3     | 2    |
| 3.°  | Entre Ríos B | 0        | 0        | 2        | 17     | 29     | −12    | 0    |

|  | Cuartos de final de Ascenso               |
|  | Grupo clasificación (25.° al 28.° puesto) |

| 8 de diciembre | Chubut | 12 - 10 | Entre Ríos B | CA Estudiantes, Paraná |  |
|                |        | Reporte |              |                        |  |

| 8 de diciembre | Formosa | 17 - 7  | Entre Ríos B | CA Estudiantes, Paraná |  |
|                |         | Reporte |              |                        |  |

| 8 de diciembre | Chubut | 12 - 17 | Formosa | Paraná Rowing Club, Paraná |  |
|                |        | Reporte |         |                            |  |

## Fase final

### Copa de Oro
|  | Cuartos de final | Cuartos de final | Cuartos de final |          |         | Semifinales | Semifinales | Semifinales |  |         | Final Oro | Final Oro | Final Oro |  |
|  |                  |                  |                  |          |         |             |             |             |  |         |           |           |           |  |
|  |                  |                  |                  |          |         |             |             |             |  |         |           |           |           |  |
|  | Tucumán          | Tucumán          | 15               |          |         |             |             |             |  |         |           |           |           |  |
|  | Tucumán          | Tucumán          | 15               |          |         |             |             |             |  |         |           |           |           |  |
|  | Santa Fe         | Santa Fe         | 12               |          |         |             |             |             |  |         |           |           |           |  |
|  | Santa Fe         | Santa Fe         | 12               |          | Tucumán | Tucumán     | 19          |             |  |         |           |           |           |  |
|  |                  |                  |                  |          | Tucumán | Tucumán     | 19          |             |  |         |           |           |           |  |
|  |                  |                  | Nordeste         | Nordeste | 12      |             |             |             |  |         |           |           |           |  |
|  | Entre Ríos       | Entre Ríos       | Nordeste         | Nordeste | 12      | 7           |             |             |  |         |           |           |           |  |
|  | Entre Ríos       | Entre Ríos       |                  |          |         |             |             |             |  |         |           |           |           |  |
|  | Nordeste         | Nordeste         | 38               |          |         |             |             |             |  |         |           |           |           |  |
|  | Nordeste         | Nordeste         | 38               |          |         |             |             |             |  | Tucumán | Tucumán   | 12        |           |  |
|  |                  |                  |                  |          |         |             |             |             |  | Tucumán | Tucumán   | 12        |           |  |
|  |                  |                  | Córdoba          | Córdoba  | 19      |             |             |             |  |         |           |           |           |  |
|  | Córdoba          | Córdoba          | Córdoba          | Córdoba  | 19      | 26          |             |             |  |         |           |           |           |  |
|  | Córdoba          | Córdoba          |                  |          |         |             |             |             |  |         |           |           |           |  |
|  | Buenos Aires     | Buenos Aires     | 14               |          |         |             |             |             |  |         |           |           |           |  |
|  | Buenos Aires     | Buenos Aires     | 14               |          | Córdoba | Córdoba     | 24          |             |  |         |           |           |           |  |
|  |                  |                  |                  |          | Córdoba | Córdoba     | 24          |             |  |         |           |           |           |  |
|  |                  |                  | Rosario          | Rosario  | 5       |             |             |             |  |         |           |           |           |  |
|  | Rosario          | Rosario          | Rosario          | Rosario  | 5       | 22          |             |             |  |         |           |           |           |  |
|  | Rosario          | Rosario          |                  |          |         |             |             |             |  |         |           |           |           |  |
|  | Uruguay          | Uruguay          | 14               |          |         |             |             |             |  |         |           |           |           |  |
|  | Uruguay          | Uruguay          | 14               |          |         |             |             |             |  |         |           |           |           |  |
|  |                  |                  |                  |          |         |             |             |             |  |         |           |           |           |  |

#### Copa de Plata
|  | Semifinales  | Semifinales  | Semifinales  |              |          | Final Plata | Final Plata | Final Plata |  |
|  |              |              |              |              |          |             |             |             |  |
|  |              |              |              |              |          |             |             |             |  |
|  | Santa Fe     | Santa Fe     | 27           |              |          |             |             |             |  |
|  | Santa Fe     | Santa Fe     | 27           |              |          |             |             |             |  |
|  | Entre Ríos   | Entre Ríos   | 17           |              |          |             |             |             |  |
|  | Entre Ríos   | Entre Ríos   | 17           |              | Santa Fe | Santa Fe    | 14          |             |  |
|  |              |              |              |              | Santa Fe | Santa Fe    | 14          |             |  |
|  |              |              | Buenos Aires | Buenos Aires | 21       |             |             |             |  |
|  | Buenos Aires | Buenos Aires | Buenos Aires | Buenos Aires | 21       | 28          |             |             |  |
|  | Buenos Aires | Buenos Aires |              |              |          | 28          |             |             |  |
|  | Uruguay      | Uruguay      | 5            |              |          |             |             |             |  |
|  | Uruguay      | Uruguay      | 5            |              |          |             |             |             |  |
|  |              |              |              |              |          |             |             |             |  |

### Copa de Bronce
|  | Cuartos de final    | Cuartos de final    | Cuartos de final |          |                     | Semifinales         | Semifinales | Semifinales |  |      | Final Bronce | Final Bronce | Final Bronce |  |
|  |                     |                     |                  |          |                     |                     |             |             |  |      |              |              |              |  |
|  |                     |                     |                  |          |                     |                     |             |             |  |      |              |              |              |  |
|  | Cuyo                | Cuyo                | 19               |          |                     |                     |             |             |  |      |              |              |              |  |
|  | Cuyo                | Cuyo                | 19               |          |                     |                     |             |             |  |      |              |              |              |  |
|  | Lagos del Sur       | Lagos del Sur       | 12               |          |                     |                     |             |             |  |      |              |              |              |  |
|  | Lagos del Sur       | Lagos del Sur       | 12               |          | Cuyo                | Cuyo                | 26          |             |  |      |              |              |              |  |
|  |                     |                     |                  |          | Cuyo                | Cuyo                | 26          |             |  |      |              |              |              |  |
|  |                     |                     | Misiones         | Misiones | 14                  |                     |             |             |  |      |              |              |              |  |
|  | Mar del Plata       | Mar del Plata       | Misiones         | Misiones | 14                  | 14                  |             |             |  |      |              |              |              |  |
|  | Mar del Plata       | Mar del Plata       |                  |          |                     |                     |             |             |  |      |              |              |              |  |
|  | Misiones            | Misiones            | 19               |          |                     |                     |             |             |  |      |              |              |              |  |
|  | Misiones            | Misiones            | 19               |          |                     |                     |             |             |  | Cuyo | Cuyo         | 45           |              |  |
|  |                     |                     |                  |          |                     |                     |             |             |  | Cuyo | Cuyo         | 45           |              |  |
|  |                     |                     | Salta            | Salta    | 7                   |                     |             |             |  |      |              |              |              |  |
|  | San Juan            | San Juan            | Salta            | Salta    | 7                   | 12                  |             |             |  |      |              |              |              |  |
|  | San Juan            | San Juan            |                  |          |                     |                     |             |             |  |      |              |              |              |  |
|  | Santiago del Estero | Santiago del Estero | 35               |          |                     |                     |             |             |  |      |              |              |              |  |
|  | Santiago del Estero | Santiago del Estero | 35               |          | Santiago del Estero | Santiago del Estero | 19          |             |  |      |              |              |              |  |
|  |                     |                     |                  |          | Santiago del Estero | Santiago del Estero | 19          |             |  |      |              |              |              |  |
|  |                     |                     | Salta            | Salta    | 21                  |                     |             |             |  |      |              |              |              |  |
|  | Tierra del Fuego    | Tierra del Fuego    | Salta            | Salta    | 21                  | 0                   |             |             |  |      |              |              |              |  |
|  | Tierra del Fuego    | Tierra del Fuego    |                  |          |                     |                     |             |             |  |      |              |              |              |  |
|  | Salta               | Salta               | 7                |          |                     |                     |             |             |  |      |              |              |              |  |
|  | Salta               | Salta               | 7                |          |                     |                     |             |             |  |      |              |              |              |  |
|  |                     |                     |                  |          |                     |                     |             |             |  |      |              |              |              |  |

#### Posicionamiento
|  | Semifinales      | Semifinales      | Semifinales |          |               | Final 13.° puesto | Final 13.° puesto | Final 13.° puesto |  |
|  |                  |                  |             |          |               |                   |                   |                   |  |
|  |                  |                  |             |          |               |                   |                   |                   |  |
|  | Lagos del Sur    | Lagos del Sur    | 0           |          |               |                   |                   |                   |  |
|  | Lagos del Sur    | Lagos del Sur    | 0           |          |               |                   |                   |                   |  |
|  | Mar del Plata    | Mar del Plata    | 14          |          |               |                   |                   |                   |  |
|  | Mar del Plata    | Mar del Plata    | 14          |          | Mar del Plata | Mar del Plata     | 21                |                   |  |
|  |                  |                  |             |          | Mar del Plata | Mar del Plata     | 21                |                   |  |
|  |                  |                  | San Juan    | San Juan | 14            |                   |                   |                   |  |
|  | San Juan         | San Juan         | San Juan    | San Juan | 14            | 21                |                   |                   |  |
|  | San Juan         | San Juan         |             |          |               | 21                |                   |                   |  |
|  | Tierra del Fuego | Tierra del Fuego | 5           |          |               | Final Descenso    | Final Descenso    | Final Descenso    |  |
|  | Tierra del Fuego | Tierra del Fuego | 5           |          |               | Final Descenso    | Final Descenso    | Final Descenso    |  |
|  |                  |                  |             |          |               |                   |                   |                   |  |
|  |                  |                  |             |          |               | Lagos del Sur     | Lagos del Sur     | 17                |  |
|  |                  |                  |             |          |               | Lagos del Sur     | Lagos del Sur     | 17                |  |
|  |                  |                  |             |          |               | Tierra del Fuego  | Tierra del Fuego  | 12                |  |
|  |                  |                  |             |          |               | Tierra del Fuego  | Tierra del Fuego  | 12                |  |
|  |                  |                  |             |          |               |                   |                   |                   |  |

### Ascenso
|  | Cuartos de final | Cuartos de final | Cuartos de final |            |        | Semifinales | Semifinales | Semifinales |        |                   | Final Ascenso     | Final Ascenso     | Final Ascenso |  |
|  |                  |                  |                  |            |        |             |             |             |        |                   |                   |                   |               |  |
|  |                  |                  |                  |            |        |             |             |             |        |                   |                   |                   |               |  |
|  | Sur              | Sur              | 14               |            |        |             |             |             |        |                   |                   |                   |               |  |
|  | Sur              | Sur              | 14               |            |        |             |             |             |        |                   |                   |                   |               |  |
|  | Chubut           | Chubut           | 22               |            |        |             |             |             |        |                   |                   |                   |               |  |
|  | Chubut           | Chubut           | 22               |            | Chubut | Chubut      | 5           |             |        |                   |                   |                   |               |  |
|  |                  |                  |                  |            | Chubut | Chubut      | 5           |             |        |                   |                   |                   |               |  |
|  |                  |                  | Alto Valle       | Alto Valle | 21     |             |             |             |        |                   |                   |                   |               |  |
|  | Alto Valle       | Alto Valle       | Alto Valle       | Alto Valle | 21     | 19          |             |             |        |                   |                   |                   |               |  |
|  | Alto Valle       | Alto Valle       |                  |            |        |             |             |             |        |                   |                   |                   |               |  |
|  | Oeste            | Oeste            | 7                |            |        |             |             |             |        |                   |                   |                   |               |  |
|  | Oeste            | Oeste            | 7                |            |        |             |             |             |        | Alto Valle        | Alto Valle        | 12                |               |  |
|  |                  |                  |                  |            |        |             |             |             |        | Alto Valle        | Alto Valle        | 12                |               |  |
|  |                  |                  | Chile            | Chile      | 19     |             |             |             |        |                   |                   |                   |               |  |
|  | Chile            | Chile            | Chile            | Chile      | 19     | 22          |             |             |        |                   |                   |                   |               |  |
|  | Chile            | Chile            |                  |            |        |             |             |             |        |                   |                   |                   |               |  |
|  | Paraguay         | Paraguay         | 7                |            |        |             |             |             |        |                   |                   |                   |               |  |
|  | Paraguay         | Paraguay         | 7                |            | Chile  | Chile       | 26          |             |        | Final 19.° puesto | Final 19.° puesto | Final 19.° puesto |               |  |
|  |                  |                  |                  |            | Chile  | Chile       | 26          |             |        | Final 19.° puesto | Final 19.° puesto | Final 19.° puesto |               |  |
|  |                  |                  | Formosa          | Formosa    | 10     |             |             |             |        |                   |                   |                   |               |  |
|  | Formosa          | Formosa          | Formosa          | Formosa    | 10     | 28          |             |             | Chubut | Chubut            | 15                |                   |               |  |
|  | Formosa          | Formosa          |                  |            |        |             |             |             | Chubut | Chubut            | 15                |                   |               |  |
|  | Andina           | Andina           | 10               |            |        |             |             |             |        |                   | Formosa           | Formosa           | 14            |  |
|  | Andina           | Andina           | 10               |            |        |             |             |             |        |                   | Formosa           | Formosa           | 14            |  |
|  |                  |                  |                  |            |        |             |             |             |        |                   |                   |                   |               |  |

#### Clasificación 21.° al 24.° puesto
|  | Semifinales | Semifinales | Semifinales |          |     | Final 21.° puesto | Final 21.° puesto | Final 21.° puesto |  |
|  |             |             |             |          |     |                   |                   |                   |  |
|  |             |             |             |          |     |                   |                   |                   |  |
|  | Sur         | Sur         | 31          |          |     |                   |                   |                   |  |
|  | Sur         | Sur         | 31          |          |     |                   |                   |                   |  |
|  | Oeste       | Oeste       | 12          |          |     |                   |                   |                   |  |
|  | Oeste       | Oeste       | 12          |          | Sur | Sur               | 15                |                   |  |
|  |             |             |             |          | Sur | Sur               | 15                |                   |  |
|  |             |             | Paraguay    | Paraguay | 26  |                   |                   |                   |  |
|  | Paraguay    | Paraguay    | Paraguay    | Paraguay | 26  | 28                |                   |                   |  |
|  | Paraguay    | Paraguay    |             |          |     | 28                |                   |                   |  |
|  | Andina      | Andina      | 26          |          |     | Final 23.° puesto | Final 23.° puesto | Final 23.° puesto |  |
|  | Andina      | Andina      | 26          |          |     | Final 23.° puesto | Final 23.° puesto | Final 23.° puesto |  |
|  |             |             |             |          |     |                   |                   |                   |  |
|  |             |             |             |          |     | Oeste             | Oeste             | 35                |  |
|  |             |             |             |          |     | Oeste             | Oeste             | 35                |  |
|  |             |             |             |          |     | Andina            | Andina            | 12                |  |
|  |             |             |             |          |     | Andina            | Andina            | 12                |  |
|  |             |             |             |          |     |                   |                   |                   |  |

### Grupo Clasificación (25.° al 28.° puesto)
| Pos | Equipos      | Partidos | Partidos | Partidos | Tantos | Tantos | Tantos | Pts |
| Pos | Equipos      | G        | E        | P        | PF     | PC     | DP     | Pts |
| --- | ------------ | -------- | -------- | -------- | ------ | ------ | ------ | --- |
| 1.° | Austral      | 3        | 0        | 0        | 92     | 41     | +51    | 6   |
| 2.° | Entre Ríos B | 1        | 1        | 1        | 64     | 57     | +7     | 3   |
| 3.° | San Luis     | 0        | 2        | 1        | 52     | 69     | -17    | 2   |
| 4.° | Jujuy        | 0        | 1        | 2        | 39     | 80     | -41    | 1   |

| 8 de diciembre | San Luis | 19 - 19 | Entre Ríos B | CA Estudiantes, Paraná |  |
|                |          | Reporte |              |                        |  |

| 8 de diciembre | Jujuy | 10 - 33 | Austral | Paraná Rowing Club, Paraná |  |
|                |       | Reporte |         |                            |  |

| 9 de diciembre | San Luis | 14 - 31 | Austral | CA Estudiantes, Paraná |  |
|                |          | Reporte |         |                        |  |

| 9 de diciembre | Jujuy | 10 - 28 | Entre Ríos B | CA Estudiantes, Paraná |  |
|                |       | Reporte |              |                        |  |

| 9 de diciembre | San Luis | 19 - 19 | Jujuy | CA Estudiantes, Paraná |  |
|                |          | Reporte |       |                        |  |

| 9 de diciembre | Austral | 28 - 17 | Entre Ríos B | Paraná Rowing Club, Paraná |  |
|                |         | Reporte |              |                            |  |

## Tabla de posiciones
Las posiciones finales al terminar el campeonato:
| 1.°  | Córdoba          | 6 | 0 | 0 | 143 | 53  | +90  |
| 2.°  | Tucumán          | 5 | 0 | 1 | 141 | 62  | +79  |
| 3.°  | Rosario          | 4 | 0 | 1 | 108 | 66  | +42  |
| 4.°  | Nordeste         | 3 | 0 | 2 | 108 | 64  | +44  |
| 5.°  | Buenos Aires     | 4 | 0 | 2 | 126 | 85  | +41  |
| 6.°  | Santa Fe         | 3 | 0 | 3 | 108 | 94  | +14  |
| 7.°  | Uruguay          | 2 | 0 | 3 | 65  | 104 | -39  |
| 8.°  | Entre Ríos       | 2 | 0 | 3 | 107 | 121 | -14  |
| 9.°  | Cuyo             | 4 | 0 | 2 | 156 | 95  | +61  |
| 10.° | Salta            | 2 | 0 | 4 | 61  | 162 | -101 |
| 11.° | Misiones         | 1 | 0 | 4 | 61  | 120 | -59  |
| 12.° | Sgo. del Estero  | 1 | 0 | 4 | 90  | 107 | -17  |
| 13.° | Mar del Plata    | 4 | 0 | 2 | 108 | 62  | +46  |
| 14.° | San Juan         | 2 | 0 | 4 | 96  | 118 | -22  |
| 15.° | Lagos del Sur    | 1 | 0 | 5 | 29  | 131 | -102 |
| 16.° | Tierra del Fuego | 1 | 0 | 5 | 63  | 72  | -9   |
| 17.° | Chile            | 5 | 0 | 0 | 139 | 34  | +135 |
| 18.° | Alto Valle       | 4 | 0 | 1 | 137 | 43  | +94  |
| 19.° | Chubut           | 3 | 0 | 2 | 66  | 76  | -10  |
| 20.° | Formosa          | 3 | 0 | 2 | 86  | 70  | +10  |
| 21.° | Paraguay         | 3 | 0 | 2 | 108 | 96  | +12  |
| 22.° | Sur              | 3 | 0 | 2 | 109 | 96  | +13  |
| 23.° | Oeste            | 2 | 0 | 3 | 93  | 98  | -5   |
| 24.° | Andina           | 1 | 0 | 4 | 105 | 133 | -28  |
| 25.° | Austral          | 3 | 0 | 2 | 92  | 111 | -19  |
| 26.° | Entre Ríos B     | 1 | 1 | 3 | 81  | 86  | -5   |
| 27.° | San Luis         | 0 | 2 | 3 | 92  | 137 | -45  |
| 28.° | Jujuy            | 0 | 1 | 4 | 44  | 172 | -128 |

|  | Campeón Copa de Oro.                                       |
|  | Campeón Copa de Plata.                                     |
|  | Campeón Copa de Bronce.                                    |
|  | Ganador Posicionamiento.                                   |
|  | Desciende a Zona Ascenso.                                  |
|  | Campeón de Zona Ascenso y asciende a Zona Campeonato 2019. |

| Bandera de la Provincia de Córdoba |
| Córdoba Campeón                    |
| Tercer título                      |